# Токтамисов Салімгерей
Салімгерей Токтамисович Токтамисов (6 липня 1914, аул № 7 (Кудук-Сай) Аракарагайської волості Кустанайського повіт Тургайської області, тепер Актюбінської області, Казахстан — 29 червня 1997, місто Алмати, Казахстан) — радянський казахський державний діяч, голова Казахської республіканської ради профспілок. Депутат Верховної ради Казахської РСР 2—4-го скликань. Депутат Верховної Ради СРСР 5—6-го скликань (в 1958—1963 роках).

## Життєпис
Народився в селянській родині. Рано втратив батька, виховувався в дядька Дауренбека. Навчався в початковій сільській школі, а потім у Казкомуні в селі Борове Мендигаринського району. 
У 1931—1932 роках — секретар Мендигаринської районної контрольної комісії ВКП(б) Казакської АРСР.
У 1932 році працював у колгоспі.
У 1932—1934 роках — секретар Кзил-Джарської аульної ради Казакської АРСР.
У 1934—1936 роках — секретар прокуратури Кустанайського району; секретар Кустанайської районної Спілки споживчих товариств Казакської АРСР.
У 1936—1938 роках — секретар виконавчого комітету Амангельдинської районної ради Кустанайської області.
У 1938—1939 роках — секретар виконавчого комітету Затобольської районної ради Кустанайської області.
Член ВКП(б) з 1939 року.
У 1939—1941 роках — завідувач сектору кадрів виконавчого комітету Кустанайської обласної ради депутатів трудящих.
У 1941—1942 роках — 2-й секретар Урицького районного комітету КП(б) Казахстану Кустанайської області.
У 1942—1943 роках — заступник начальника, начальник політичного сектору Кустанайського тресту радгоспів.
У 1943 році — секретар Кустанайського обласного комітету КП(б) Казахстану з тваринництва.
У 1943—1945 роках — 1-й секретар Амангельдинського районного комітету КП(б) Казахстану Кустанайської області.
У 1945—1949 роках — 2-й секретар Кустанайського обласного комітету КП(б) Казахстану.
У 1949—1950 роках — голова виконавчого комітету Семипалатинської обласної ради депутатів трудящих.
У 1950—1953 роках — слухач Вищої партійної школи при ЦК ВКП(б) у Москві.
У 1953—1954 роках — відповідальний організатор ЦК КП Казахстану.
У березні 1954 — липні 1956 року — 1-й секретар Західно-Казахстанського обласного комітету КП Казахстану.
У липні 1956 — квітні 1961 року — голова Казахської республіканської ради профспілок.
У січні 1961 — січні 1963 року — 1-й секретар Кзил-Ординського обласного комітету КП Казахстану.
У липні 1963 року відкликаний виборцями Кзил-Ординського виборчого округу № 113 Ради Національностей СРСР «як такий, що не виправдав довіри виборців».
У 1963—1967 роках — директор радгоспу в Казахській РСР.
У 1967—1975 роках — заступник голови виконавчого комітету Джамбульської обласної ради депутатів трудящих.
З 1975 року — персональний пенсіонер в Алма-Аті (Алмати).
Помер 29 червня 1997 року в місті Алмати.

## Родина
Дружина — Токтамисова Біжамал (1918—1986). Діти: Сакен, Марат, Сауле, Жауагишти, Зауре, Шоппан.

## Нагороди та звання
- орден Леніна
- орден Вітчизняної війни І ст.
- орден Вітчизняної війни ІІ ст.
- орден Трудового Червоного Прапора
- орден «Знак Пошани»
- медалі
- Почесний громадянин міста Джамбула (Тараза) (1974)